# Mildred Anderson
Pour les articles homonymes, voir Anderson.
Mildred Anderson est une chanteuse de jazz, de blues et de R&B américaine.
Au début de sa carrière elle a travaillé avec « Albert Ammons and His Rhythm Kings », enregistrant avec eux Doin' the Boogie Woogie le 8 avril 1946. Au début des années 50, elle a enregistré avec Hot Lips Page et Bill Doggett.
En 1960, Anderson a réalisé deux albums pour Bluesville Records. Le premier Person to Person avec le groupe d'Eddie "Lockjaw" Davis et l'organiste Shirley Scott. Le second No More in Life avec Al Sears au ténor.